# Megadoziranje vitamina C
Megadoziranje vitamina C je konzumiranje (ili injekcija) vitamina C (askorbata) u dozama koje su uporedive sa količinama proizvedenim u jetrama većine drugih sisara, a koje su daleko veće od referentnog dijetarnog unosa. Osoba koja praktikuje megadoziranje vitamina C može da konzumira nekoliko grama, često 20 grama ili više na dan, dosledno pretpostavci da to dovodi do optimalnog zdravlja ili lečenja nekih oboljenja. Doziranje je uglavnom razdeljeno na porcije tokom dana. Vitamin C se može konzumirati u obliku pilula ili vodenog rastvora čistog vitamina C, ili soka. Injekcije za unos stotina grama na dan su preporučivali neki lekari kao terapiju za pojedina oboljenja, protiv trovanja, i oporavak od trauma.

## Istorija
Svetska zdravstvena organizacija preporučuje dnevni unos vitamina C od 45 /dan za zdrave odrasle osobe. Vitamin C je neophodan za produkciju kolagena i drugih biomolekula, i za sprečavanje skorbuta. Vitamin C je antioksidans, koga neki istraživači preporučuju kao komplementarnu terapiju za poboljšanje kvaliteta života. Od 1930-tih, kad je po prvi put postao dostupan u čistom obliku, lekari su eksperimentisali sa dozama većim od preporučenih putem konzumiranja ili injekcija.

## Spoljašnje veze
- Kritika megadoziranja